# Xylocampa rhodana
Xylocampa rhodana là một loài bướm đêm trong họ Noctuidae.